# ラブラブなカップル フリフリでチュー
「ラブラブなカップル フリフリでチュー」は、日本の6人組男性アカペラボーカルグループ、RAG FAIRの1枚目のシングル。

## 収録曲
1. ラブラブなカップル　フリフリでチュー
  - 作詞/作曲：土屋礼央　編曲：RAG FAIR
  - リードボーカルは土屋と引地。
2. UPTOWN　GIRL
  - 編曲：RAG FAIR
3. ラブラブなカップル　フリフリでチュー（REMIX）
  - Remixed by CRYZO